# Вау
Вау (англ. Wau; араб. واو, трансліт. Wāw) — місто на заході Південного Судану, адміністративний центр провінції Західний Бахр-ель-Газаль.

## Клімат
Місто знаходиться у зоні, котра характеризується кліматом тропічних саван. Найтепліший місяць — січень із середньою температурою 32.2 °C (90 °F). Найхолодніший місяць — липень, із середньою температурою 26.1 °С (79 °F).
| Клімат Вау              | Клімат Вау | Клімат Вау | Клімат Вау | Клімат Вау | Клімат Вау | Клімат Вау | Клімат Вау | Клімат Вау | Клімат Вау | Клімат Вау | Клімат Вау | Клімат Вау | Клімат Вау |
| Показник                | Січ.       | Лют.       | Бер.       | Квіт.      | Трав.      | Черв.      | Лип.       | Серп.      | Вер.       | Жовт.      | Лист.      | Груд.      | Рік        |
| Абсолютний максимум, °C | 41         | 43         | 42         | 46         | 42         | 41         | 40         | 40         | 38         | 40         | 40         | 40         | 46         |
| Середній максимум, °C   | 35         | 36         | 37         | 37         | 35         | 33         | 31         | 31         | 32         | 33         | 35         | 35         | 35         |
| Середня температура, °C | 31         | 27         | 29         | 29         | 28         | 27         | 25         | 25         | 26         | 26         | 27         | 26         | 28         |
| Середній мінімум, °C    | 28         | 18         | 21         | 22         | 21         | 21         | 20         | 20         | 20         | 20         | 19         | 17         | 21         |
| Абсолютний мінімум, °C  | 8          | 10         | 12         | 13         | 12         | 13         | 14         | 15         | 15         | 16         | 11         | 10         | 8          |
| Норма опадів, мм        | 0          | 0          | 20         | 60         | 130        | 160        | 190        | 200        | 160        | 120        | 10         | 0          | 1100       |
| Днів з дощем            | 0          | 0          | 2          | 5          | 8          | 10         | 11         | 11         | 10         | 8          | 1          | 0          | 70         |
| Вологість повітря, %    | 34         | 31         | 35         | 50         | 59         | 64         | 70         | 71         | 67         | 63         | 50         | 40         | 53         |
| ----------------------- | ---------- | ---------- | ---------- | ---------- | ---------- | ---------- | ---------- | ---------- | ---------- | ---------- | ---------- | ---------- | ---------- |
| Джерело: Weatherbase    |            |            |            |            |            |            |            |            |            |            |            |            |            |

## Транспорт
У місті розташований однойменний аеропорт. Також тут закінчується єдина в країні залізниця, що сполучає Вау з Суданом.